# Ashleigh Moolman Pasio
Ashleigh Moolman Pasio (nascida em 9 de dezembro de 1985) é uma ciclista profissional sul-africana. Nos Jogos Olímpicos de Londres 2012 disputou as provas de estrada e contrarrelógio, terminando na 16ª e 24ª posição, respectivamente.

## Vida pessoal e carreira
Moolman é bacharel em engenharia química pela Universidade de Stellenbosch. Tentou iniciar sua carreira no triatlo, mas depois de descobrir seu talento no ciclismo dedicou-se totalmente ao ciclismo de estrada profissional.
Depois de passar uma temporada competindo para Team Hitec Products, em setembro de 2014 foi anunciado que Moolman tinha assinado um contrato de dois anos com a Bigla Pro Cycling Team para 2015.
Moolman é casada com o triatleta Carl Pasio.